# Günter Brocker
Günter Brocker (ur. 24 maja 1925 w Duisburgu, zm. 29 maja 2015 tamże) – niemiecki piłkarz, a także trener.

## Kariera piłkarska
Brocker karierę rozpoczynał w zespole Duisburger FV 08, grającym w Oberlidze. W sezonie 1949/1950 spadł z nim do 2. Oberligi. W 1952 roku przeszedł do FC Schalke 04 z Oberligi. Jego graczem przez 9 sezonów, do końca kariery w 1961 roku. W tym czasie najlepszym osiągnięciem było mistrzostwo RFN (1958), a także finał Pucharu RFN (1955).

## Kariera trenerska
Brocker karierę rozpoczął w 1961 roku w zespole 1. FC Kaiserslautern, grającym w Oberlidze. Od sezonu 1963/1964 rozpoczął z nim starty w nowo powstałej Bundeslidze. Pierwszy mecz poprowadził w niej 24 sierpnia 1963 przeciwko Eintrachtowi Frankfurt (0:1). Kaiserslautern Brocker prowadził do lutego 1965.
W kolejnych latach kariery trenował inne zespoły Bundesligi – Werder Brema, FC Schalke 04 oraz Rot-Weiß Oberhausen, a także Tennis Borussię Berlin z Regionalligi.